# Aristolochia hypoglauca
Aristolochia hypoglauca Kuhlm. é uma planta da família das aristoloquiáceas nativa do Brasil, com ocorrência conhecida para o estado do Espírito Santo e Rio de Janeiro.

## Descrição e Status de Conservação
Restrita à Mata Atlântica, A. hypoglauca é uma trepadeira registrada para as florestas ombrófila densa montana e submontana, em borda de florestas ou estradas, às vezes associada a ambientes úmidos. 
Atualmente a espécie é avaliada como "Em Perigo" (EN) pelo CNCFlora, de acordo com os critérios da IUCN.